# 斑石鸻
（又名斑點石鴴），是鸻形目石鸻科的一种鸟类。
斑石鸻体重约422.99克，翼长约22.48厘米，喙宽度约8.1毫米，喙厚度约8.8毫米，嘴峰长约41毫米，跗蹠长约97.2毫米，尾长约11.12厘米。
斑石鸻是留鸟，栖息在灌木林，它们是食肉动物，主要以昆虫、蜘蛛等陆生无脊椎动物为食。

## 亚种
- Burhinus capensis maculosus，分布在塞内加尔至索马里、乌干达和肯尼亚。
- Burhinus capensis dodsoni，分布在索马里和沙特阿拉伯。
- Burhinus capensis capensis，分布在肯尼亚南至南非，西至赞比亚和安哥拉的区域。
- Burhinus capensis damarensis，分布在纳米比亚至博茨瓦纳和南非开普省。[4]